# چراغ قرمز (فیلم)
چراغ قرمز فیلمی به کارگردانی علی غفاری و تهیه‌کنندگی علی غفاری و سعید شرفی‌کیا ساخته سال ۱۳۸۸ است.

## خلاصه داستان
بهروز جوان ساده دلی است که در اثر اتفاقی درگیر ماجرای یک قتل می‌شود.

## بازیگران
- پوریا پورسرخ  در نقش بهروز
- الناز شاکردوست  در نقش رویا _ ستاره
- رضا شفیعی‌جم  در نقش فهیم
- مجید یاسر  در نقش سعید
- انوشیروان ارجمند در نقش صبوری
- نعیمه نظام‌دوست  در نقش منشی رویا
- مینا جعفرزاده  در نقش مادر بهروز
- مریم امیرجلالی  در نقش مادر ستاره
- محسن قاضی‌مرادی  در نقش پدر ستاره
- نادر سلیمانی  در نقش احسان
- کیومرث ملک‌مطیعی در نقش بنگاهی
- عطاءالله سلمانیان  در نقش پلیس
- مختار سائقی در نقش پیتزا فروش